# F-шкала
F-шкала — тест личности, предназначенный для определения авторитарной личности. Буква F означает «фашизм». F-шкала измеряет ответы тестируемого по различным компонентам авторитаризма, в том числе конвенционализм, подчинение авторитету, авторитарная агрессия, анти-интрацепция, предрассудки и стереотипы, власть и «твёрдость», деструктивность и цинизм, проекция и секс.

## Критика
F-шкалу критиковали в том числе за её чувствительность к ответам респондентов с уступчивым стилем реагирования. Ряд аналогичных шкал, такие как шкала консерватизма Уилсона-Паттерсона и сбалансированная F-шкала, были созданы в попытке исправить недостатки F-шкалы. Современная версия F-шкалы, шкала правого авторитаризма Роберта Альтмайера, является наиболее часто используемой шкалой, измеряющей авторитаризм.